# El albergue rojo (1951)

El albergue rojo es una película francesa dirigida por Claude Autant-Lara, estrenada en 1951 en Francia.

## Argumento
En 1833, un grupo de viajeros, llegados en diligencia, pasan la noche en un albergue aislado en medio de las montañas y regentado por una pareja de alberguistas, Pierre et Marie Martin. Llega un monje jovial al que la mujer del propietario confiesa que su marido tiene la costumbre de servir a sus huéspedes sopa envenenada para robarles lo que tengan y que los entierra luego en el jardín. Además el monje tratará de salvar la vida de los demás huéspedes sin traicionar el secreto de confesión.

## Ficha Técnica
- Título: El Albergue Rojo
- Título original: L'Auberge rouge
- Dirección: Claude Autant-Lara
- Guion: Jean Aurenche
- Adaptación: Jean Aurenche, Pierre Bost et Claude Autant-Lara
- Diálogos: Jean Aurenche y Pierre Bost
- Ayudante del director: Ghislaine Auboin-Autant Lara
- Música: René Cloërec
- Banda sonora: Yves Montand
- Imágenes: André Bac
- Sonido: Jacques Lebreton
- Decorados: Max Douy
- Vestuario: Jacques Cottin
- Montage: Madeleine Gug
- País   Francia
- Sociedad de Producción: Memmon Films (Francia)
- Director de producción: Simon Schiffrin
- Rodada desde el 1 de marzo hasta el 30 de mayo de 1951.
- Format0: Blanco y negro — 1.37:1 — Sonido monophonico — 35 mm
- Género: Comedia dramática
- Duración: 95 minutos
- Estreno: 19 de octubre de 1951 en  Francia

## Distribución
- Fernandel: el monje.
- Françoise Rosay: Marie Martin, la esposa del alberguista.
- Julien Carette: Pierre Martin, el alberguista de Peyrabelle.
- Marie-Claire Olivia: Mathilde Martin, la hija de los alberguistas.
- Jacques Charon: Rodolphe, un viajero.
- Nane Germon: Señorita Élisa, una viajera.
- Andrée Vialla: la Marquesa Caroline de La Roche de Glun, una viajera.
- Didier d'Yd: Jeannou, el monaguillo.
- Lud Germain: Fétiche, el criado negro de los alberguistas.
- Grégoire Aslan: Barbeuf, un viajero.
- Jean-Roger Caussimon: Darwin, un viajero.
- René Lefèvre-Bel: un gendarme.
- Manuel Gary: un gendarme.
- Robert Berri: el cochero de la diligencia.
- André Cheff: un gendarme.
- André Dalibert: un leñador.

## Anécdotas
- La película cuenta un  suceso real que ocurrió en Ardèche alrededor de 1830 : a algunos kilómetros del pequeño pueblo de Lanarce en un lugar llamado Peyrebeille y durante casi de 23 años, los esposos Martin, familia de alberguistas, asesinaron y robaron a más de 50 viajeros, según el rumor público. Su gran número acabó por llamar la atención de las gentes del lugar y les condujo a su pérdida, fueron arrestados y ejecutados al finalizar un proceso poco satisfactorio que empezó el 6 de junio de 1833. Los alberguistas Pierre Martin, su esposa y  Jean Rochette fueron acusados de asesinatos, tentativas de asesinatos y robos. El 25 de junio de 1833, el jurado los declaró culpables de asesinato. Su recurso de apelación fue rechazado por el Rey Luis Felipe quien les negó el indulto.  Fueron ejecutados, bajo los ojos de una multitud en el lugar de los crímenes,  en Peyrebeille, el 2 de octubre de 1833 (Ref.: Gazette des Tribunaux).
- Confusión a evitar : estos sucesos no tienen relación con la novela del mismo nombre El Albergue Rojo de Honoré de Balzac.
- El decorado fue enteramente reconstruido en estudio, así como los exteriores en planos cerrados. Los exteriores en planos largos fueron rodados en el   Mont Revard sobre Aix-les-Bains (Savoie).
- El número de las víctimas se pone actualmente en duda,  algunos historiadores dicen una sola o ninguna.[1]
- El Albergue Rojo : remake de Gérard Krawczyk estrenado en 2007 en Francia.